# Ladislav Suknović
Dipl. iur. Ladislav Suknović je kulturni djelatnik zajednice Hrvata u Vojvodini iz Donjeg Tavankuta.
Predsjednik je HKPD Matija Gubec iz Tavankuta od 30. travnja 2007., član je Hrvatskog akademskog društva iz Subotice. Voditelj je programa Festivala bunjevački pisama. 
Sačinio je zajedno sa Svetlanom Zelić i Marinkom Stantićem pravilnik po kojemu će djelovati Organizacijski odbor Hosanafesta. Bio je članom tog organizacijskog odbora od 2005. – 2010., a danas je glasnogovornik HosanaFesta.